# Paul Hunter (regissör)
Paul Hunter är en amerikansk regissör för musikvideor och medgrundare till produktionsbolaget Prettybird.

## Regisserade musikvideor (i urval)

### 1995
- Vybe - Take It To The Front

### 1996
- Keith Sweat featuring Kut Klose - Twisted
- Keith Sweat - Just A Touch Of Love
- Keith Sweat featuring Athena Cage - Nobody
- CeCe Peniston - Movin' On

### 1997
- Blackstreet - Fix
- Notorious B.I.G - Hypnotize
- Puffy - It's All About the Benjamins
- Mariah Carey - Honey
- Boyz II Men- Four Seasons of Loneliness
- LL Cool J - Hot, Hot, Hot
- LL Cool J - Phenomenon
- Mack 10- Only in California
- Puffy - Been Around the World
- Jermaine Dupri ft. Da Brat- Tha Par
- Salt N' Pepa- Gitty Up
- Ice Cube- We Be Clubbin
- Tamia- Imagination
- LSG- Curious
- Aaliyah- One In A Million
- Erykah Badu- On And On

### 1998
- Janet Jackson - I Get Lonely
- Busta Rhymes - Fire it Up Remix
- Boyz II Men - I Can't Let Her Go
- Usher - My Way
- Missy Elliott - Hit 'Em With Da Hee
- Everclear - Father of Mine
- Queen Latifah - Papers
- Brandy - Top of the World
- A Tribe Called Quest - Find A Way
- Babyface - You Were There
- Marilyn Manson - The Dope Show
- Flip Mode Squad - Everybody on the Line
- Matchbox 20 - Back 2 Good
- Lenny Kravitz - Fly Away
- Hole - Malibu
- Marilyn Manson - I Don't Like Drugs
- Keith Sweat - I'm Not Ready
- Faith Evans - All Night Long

### 1999
- Will Smith - Wild Wild West
- Lenny Kravitz - American Woman
- Enrique Iglesias - Bailamos
- TLC - Unpretty
- Warren G - Smokin' Me Out
- Puffy - My Best Friend
- Jennifer Lopez - Feelin' So Good
- D'Angelo - Untitled
- Celine Dion - I Want You to Need Me
- Brian McKnight - Stay or Let Go

### 2000
- Will Smith - Freakin' It
- Kelis - Get Along with You
- Kina - Girl from the Gutter
- Christina Aguilera - Come on Over
- Eminem - The Way I Am
- Deftones - Back to School
- A Perfect Circle - 3 Libras
- Lenny Kravitz - Again
- Tamia - Stranger in My House
- Faith Hill - Where are you this Christmas
- Jennifer Lopez - Love Don't Cost a Thing

### 2001
- Jay-Z - Guilty Until Proven Innocent
- Nikka Costa - Like a Feather
- Christina Aguilera, Lil' Kim, Mýa, och Pink - Lady Marmalade
- Aaliyah - We Need a Resolution
- Sunshine Anderson - Lunch or Dinner
- Michael Jackson - You Rock My World

### 2002
- Eminem - Superman

### 2003
- Tamia - Officially Missing You
- Tyrese - Signs of Love Making
- Ashanti - Rock Wit U
- Mýa - My Love is Like Whoa
- Pharrell ft. Jay-Z - Frontin'
- Justin Timberlake - Senorita
- Justin Timberlake - I'm Loving It
- Britney Spears ft. Madonna - Me Against the Music

### 2004
- N.E.R.D - Maybe
- Snoop Dogg ft. Pharrell - Drop It Like It's Hot
- Mos Def - Sex, Love, & Money
- Van Hunt - Down Here in Hell (with you)
- Will Smith - Switch
- Snoop Dogg ft. Pharrell - Let's Get Blown

### 2005
- Gwen Stefani - Hollaback Girl
- Snoop Dogg - Signs
- The Pussycat Dolls - Don't Cha
- Stevie Wonder - So What the Fuss
- Will Smith - Party Starter
- Pharrell - Fever
- Pharrell ft. Gwen Stefani - Can I Have it Like That
- Mariah Carey - Don't Forget About Us

### 2006
- Jamie Foxx - DJ Play That Love Song
- Mary J. Blige ft. U2 - One
- Mariah Carey ft. Snoop Dogg - Say Something
- Jamie Foxx - Extravaganza
- Outkast - Idlewild Blues
- Justin Timberlake - My Love

### 2007
- Nicole Scherzinger - Whatever You Like

### 2009
- Chester French - "She Loves Everybody"
- Big Pak - "Droppin' 35"
- Jeremih - "Birthday Sex"
- All American Rejects - "I Wanna"
- Snoop Dogg ft. The-Dream  - "Gangsta Luv"

### 2010
- Kesha  - "Take It Off"
- Maroon 5 - "Give A Little More"